# 李廷芊
李廷芊，四川威远人，是一名清朝政治人物。举人出身。
李廷芊曾于1809年接替张京业任青浦县知县一职，1810年由杜昭接任。